# Malczowskie Jary

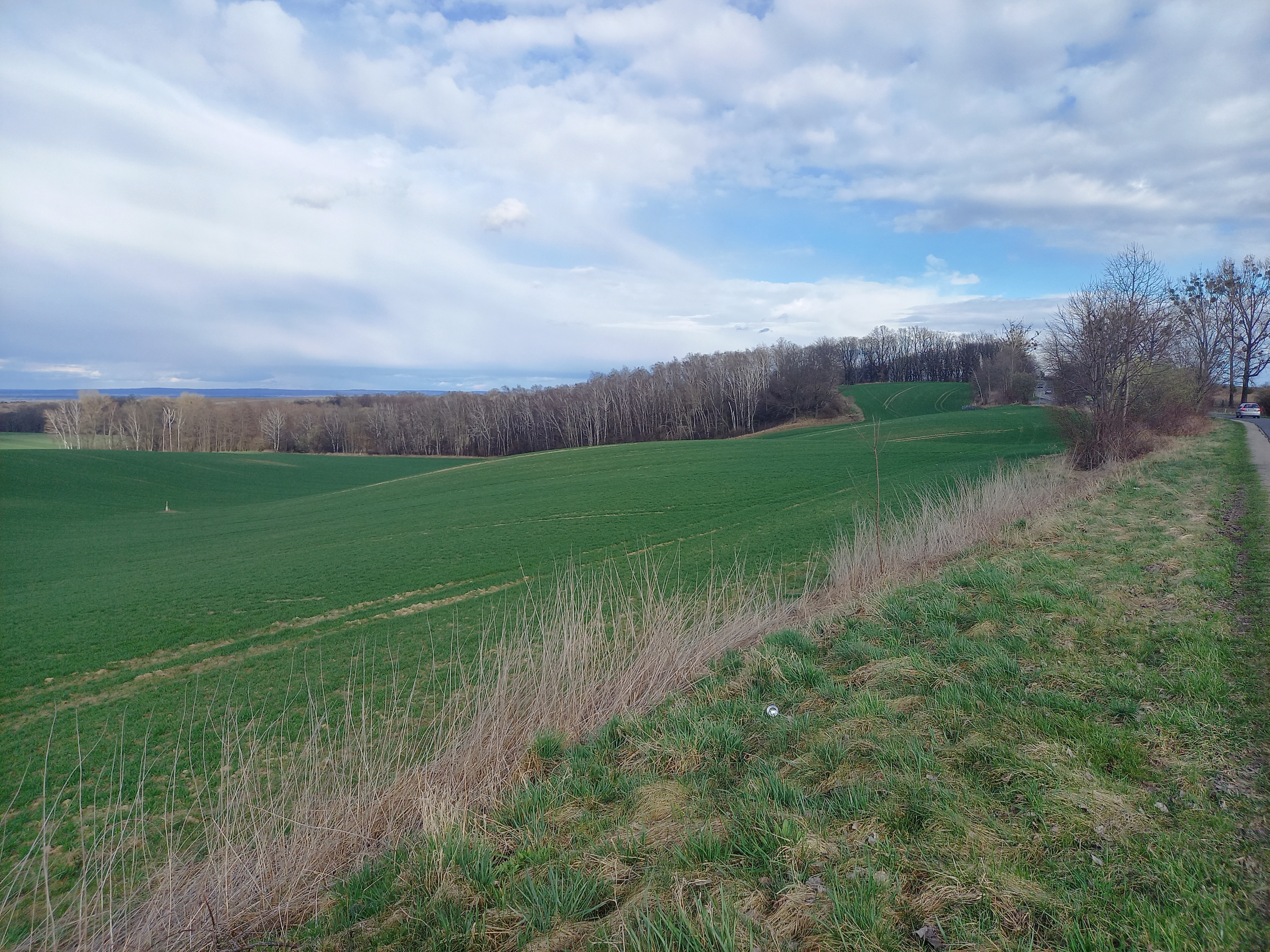
Farny Lej i Farna Góra (widok z Farnego Upłazu)

Malczowskie Jary – kompleks wąwozów i jarów powstałych w rejonie źródeł potoku Włóknica oraz jej niewielkich dopływów, położonych w paśmie Wzgórz Trzebnickich. Malczowskie Jary leżą w obszarze Gminy Trzebnica. W ich południowym krańcu znajduje się Farny Lej ukształtowany na północnym stoku Farnej Góry. Sam kompleks wąwozów ocenia się jako malowniczy, o bogatej rzeźbie terenu pokrytego lasami o wysokim stopniem naturalności. Rozważa się objęcie ich ochroną, w tym utworzenie rezerwatu przyrody.

## Położenie i zagospodarowanie
Malczowskie Jary obejmują cały zespół wąwozów, jarów i parowów powstałych w rejonie źródeł potoku Włóknica oraz jej niewielkich dopływów, w paśmie Wzgórz Trzebnickich. Po stronie południowej ich początek stanowi Farny Lej, ukształtowany w ramach północnego stoku wzniesienia o wysokości bezwzględnej wynoszącej 257,0 m n.p.m. – Farnej Góry, dającej początek Pasmu Farnej Góry. Są one pokryte lasami i zagajnikami, głównie liściastymi, podlegającymi leśnictwu Osolin, obręb leśny Oborniki Śląskie. Lasy te okalają użytki rolne: pola i łąki po stronie zachodniej i północnej oraz dominujące sady po stronie wschodniej i południowej – Sady Trzebnickie.

## Walory i proponowana ochrona
Kompleks omawianych wąwozów, jarów i parowów powstał na obszarze źródliskowym, gdzie swój początek bierze potok Włóknica, a także grupa jego niewielkich dopływów, które malowniczo meandrując ukształtowały teren o bogatej rzeźbie, z głęboko wciętymi formami jego ukształtowania. Podkreśla się, że obszar źródliskowy cechuje się wysokim stopniem naturalności. Oczywiście istnieją ślady wpływu na niego działalności człowieka, ale są one dość ograniczone i sprowadzają się do akcydentalnej wycinki pojedynczych drzew, a także do wyrzucania gałęzi i korzeni drzew z okolicznych sadów. Sam teren porośnięty jest lasami. Występują tu lasy grądowe i łęgowe. Pośród nich znajdują się przestojnie starych czereśni, dębów, wiązów i wierzb. Wśród różnych gatunków należących roślin i grzybów, których występowanie w tym miejscu stwierdzono, wymienia się między innymi czarkę szkarłatną (Sarcoscypha coccinea), kalinę koralową (Viburnum opulus), paprotkę zwyczajną (Polypodium vulgare), a pośród ptaków wymienia się dzięcioła zielonego (Picus viridis), ortolana (Emberiza hortulana) i turkawkę (Streptopelia turtur). Wobec wskazywanych walorów proponuje się objąć omawiany kompleks ochroną. Jedna z koncepcji takiej ochrony obejmuje utworzenie rezerwatu przyrody o roboczej nazwie „Wąwozy Włóknicy”. Ochroną miałoby być objętych około30 ha.

## Przynależność administracyjna
Pod względem podziału administracyjnego Polski Malczowskie Jary położone są na terenie Gminy Trzebnica, w powiecie trzebnickim, województwie dolnośląskim (zobacz: podział administracyjny województwa dolnośląskiego). Obszar na którym są położone wymienione wąwozy objęty jest obrębem ewidencyjnym Marcinowo, a sama miejscowość leży po stronie północnej względem Marczowskich Jarów. Natomiast miejscowość Malczów, jak i odpowiedni obręb ewidencyjny z nią związany, położony jest na zachód względem nich. Z kolei po stronie wschodniej leży miasto Trzebnica.

## Nazwa
Nazwa własna – Malczowskie Jary – jest nazwą niestandaryzowaną, gdyż została ustalona i ujęta w państwowym rejestrze nazw geograficznych na podstawie wywiadu terenowego. Odnosi się do ukształtowania terenu określonego jako jar. W rejestrze tym przypisano jej identyfikator: PRNG – 235774, identyfikator IIP – PL.PZGiK.320.NGRP.235774. Podaje on następujące współrzędne geograficzne punktu głównego przełęczy: szerokość geograficzna – 51°18'45" N, długość geograficzna – 17°01'34" E.